# Семень (Польща)
Семень (пол. Siemień) — село в Польщі, у гміні Семень Парчівського повіту Люблінського воєводства.
Населення — 590 осіб (2011).
У 1975-1998 роках село належало до Білопідляського воєводства.

## Демографія
Демографічна структура станом на 31 березня 2011 року:
|          | Загалом | Допрацездатний вік | Працездатний вік | Постпрацездатний вік |
| -------- | ------- | ------------------ | ---------------- | -------------------- |
| Чоловіки | 309     | 69                 | 210              | 30                   |
| Жінки    | 281     | 50                 | 161              | 70                   |
| Разом    | 590     | 119                | 371              | 100                  |